# Martinsville (Nueva Jersey)
Martinsville es un lugar designado por el censo ubicado en el condado de Somerset en el estado estadounidense de Nueva Jersey. En el año 2010 tenía una población de 11,980 habitantes.

## Geografía
Martinsville se encuentra ubicado en las coordenadas 40°36′04″N 74°33′33″O / 40.60111, -74.55917.